# Prothoat
Prothoat ist eine chemische Verbindung aus der Gruppe der Dithiophosphorsäureester.

## Gewinnung und Darstellung
Prothoat kann durch Reaktion von Natrium-O,O-Diethylphosphordithioat mit 2-Chlor-N-isopropylacetamid oder durch Reaktion  von Natrium-O,O-Diethylphosphordithioat mit Phenylchloracetat und Isopropylamin gewonnen werden.
Möglich ist ebenfalls die Herstellung durch Reaktion von Isopropylamin mit Chloressigsäurechlorid und O,O-Diethylphosphordithioat.

## Eigenschaften
Prothoat ist ein hochgiftiger, farbloser bis gelblicher Feststoff mit Geruch nach Campher.

## Verwendung
Prothoat wurde als Insektizid und Akarizid verwendet.

## Zulassung
In der Europäischen Union ist Prothoat mit der Verordnung (EG) Nr. 2076/2002 vom 20. November 2002 nicht in den Anhang I der Richtlinie 91/414/EWG aufgenommen worden. Daher dürfen in den Staaten der EU keine Pflanzenschutzmittel zugelassen werden, die Prothoat enthalten.
In Deutschland, Österreich und der Schweiz sind keine Pflanzenschutzmittel mit diesem Wirkstoff zugelassen.